# Thief (mini-série)
Pour les articles homonymes, voir Thief.
Thief est une mini-série américaine en six épisodes de Norman Morrill, diffusée entre le 28 mars 2006 et le 2 mai 2006 sur la chaîne FX.
En France, la série a été diffusée du 12 août 2007 au 26 août 2007 sur Canal+ et à partir du 7 janvier 2009 sur 13e rue.

## Distribution

### Acteurs principaux
- Andre Braugher (VF : Jean-Paul Pitolin) : Nick Atwater
- Mae Whitman (VF : Jessica Monceau) : Tammi Deveraux
- Malik Yoba (VF : Frantz Confiac) : Elmo « Mo » Jones
- Yancey Arias (VF : Constantin Pappas) : Gabriel « Gabo » Williams
- Clifton Collins Jr. (VF : Olivier Korol) : Jack « Bump » Hill
- Will Yun Lee (VF : Patrick Mancini) : Vincent Chan
- Michael Rooker (VF : Patrick Floersheim) : l'inspecteur John Hayes

### Acteurs récurrents
- Albert Hall (VF : Igor De Savitch) : Riley (4 épisodes)
- Michael Mitchell (VF : Xavier Varaillon) : Keith (4 épisodes)
- Fiona Dourif (VF : Bérangère Jean) : Alice (4 épisodes)
- Andrea Powell (VF : Brigitte Aubry) : Kim Hayes (4 épisodes)
- Randall Duk Kim (VF : Michel Raimbault) : oncle Lau (3 épisodes)
- Parry Shen (VF : Fabien Jacquelin) : Billy « Shrimp Boy » Kwan (3 épisodes)
- Linda Hamilton (VF : Véronique Augereau) : Roselyn Moore (3 épisodes)
- Bernard Hocke (VF : Gérard Sergue) : Martin Armitage (3 épisodes)
- Dina Meyer (VF : Emmanuèle Bondeville) : Wanda Atwater (3 épisodes)

### Invités
- Lanei Chapman (VF : Géraldine Asselin) : Sheronda Jones (2 épisodes)
- Clayne Crawford (VF : Stéphane Marais) : Izzy (1 épisode)
- James Remar (VF : Patrice Baudrier) : agent Patterson (1 épisode)
Version française
  - Société de doublage : Dub'Club[4],[5]
  - Direction artistique : Mélody Dubos[4],[6],[5]
  - Adaptation des dialogues : Xavier Varaillon[4],[5]
  - Enregistrement et mixage : Patrick Lanoy et Fred Le Grand[4],[5]

Sources VF : Dubclub.fr (la société de doublage), RS Doublage et Doublage Séries Database

## Production

### Casting
Le casting principal est composé de : Andre Braugher, Michael Rooker, Malik Yoba, Will Yun Lee
D'autres acteurs viennent compléter le casting comme : Dina Meyer, James Remar et Linda Hamilton.

### Tournage
Le tournage a eu lieu à Shreveport et à la Nouvelle-Orléans, en Louisiane, aux États-Unis

### Fiche technique
- Titre original et français : Thief
- Création : Norman Morrill
- Réalisation : John David Coles et Dean White[9]
- Scénario : Norman Morrill et David Manson
- Direction artistique : Carey Meyer et Kelly Curley
- Décors : Sally Nicholaou Hamilton
- Costumes : Ruth E. Carter
- Photographie : Uta Briesewitz
- Montage : Paul Trejo et Conrad M. Gonzalez
- Musique : Richard Marvin et John Van Tongeren
- Casting : Karen Meisels, John Brace et Linda Lowy
- Production : Iain Paterson et John David Coles ; Rafael Álvarez et Iddo Lampton Enochs Jr. (coproduction) ; Paul Trejo (associé) ; David Manson, Norman Morrill et Gavin Polone (exécutif)
- Sociétés de production : Regency Television, Pariah et Sarabande Productions
- Sociétés de distribution (télévision) : FX Network (États-Unis), Sky One (Royaume-Uni)
- Pays d'origine :  États-Unis
- Langue originale : anglais
- Format : couleur - 35 mm - 1,78:1 - son stéréo
- Genre : Mini-série dramatique, Thriller
- Durée : 60 minutes

 Sauf indication contraire, les informations mentionnées dans cette section peuvent être confirmées par la base de données cinématographiques IMDb,  présente dans la section « Liens externes ».

## Épisodes
1. titre français inconnu (Pilot)
2. titre français inconnu (I Ain't Goin' to Jail for Anyone)
3. titre français inconnu (Everything That Rises Must Converge)
4. titre français inconnu (No Direction Home)
5. titre français inconnu (Flight)
6. titre français inconnu (In the Wind)

Source : TV.com

## Distinctions

### Récompenses
- Primetime Emmy Awards 2006 : Meilleur acteur principal dans une mini-série ou un téléfilm pour Andre Braugher
- Black Reel Awards 2007 : Meilleur acteur du réseau câblé pour Andre Braugher

### Nominations
- Satellite Awards 2006 : 
  - Meilleure mini-série
  - Meilleur acteur dans une mini-série ou film fait à la télévision pour Andre Braugher
- Primetime Emmy Awards 2006 : Meilleur acteur de soutien dans une mini-série ou un téléfilm pour Clifton Collins Jr.
- Image Awards 2007 : Meilleur acteur dans un téléfilm, mini-série ou dramatique spéciale pour Andre Braugher
- NAMIC Vision Awards 2007 : Meilleur acteur dans un drama pour Andre Braugher
- Golden Globes 2007 : Meilleure performance d'acteur dans une mini-série ou film fait à la télévision pour Andre Braugher

Source : IMDb